# パウムガルトナー祭壇画
『パウムガルトナー祭壇画』（パウムガルトナーさいだんが、独: Paumgartner-Altar、英: Paumgartner altarpiece) は、ドイツのルネサンス期の巨匠、アルブレヒト・デューラーが1502-1504年に制作した板上の油彩による絵画である。両翼のパネルは様式的に中央パネルと異なり、古文書によると制作年代は1498年となっている。本作は、ニュルンベルクの聖カタリナ聖堂に寄進する祭壇画として、同市の名家パウムガルトナー家から発注された。寄進の動機として、1498年、一家のシュテファンがエルサレムに巡礼したことを機に、シュテファンを含む4兄弟が亡き両親の追善をはかったものと考えられている。作品は、1613年、バイエルン選帝侯マクシミリアン1世により聖カタリナ聖堂より購入され、現在、ミュンヘンのアルテ・ピナコテークに収蔵されている。

## 概要
中央パネルには2つの朽ちた建物の間に「キリストの降誕」の場面が描かれ、左翼パネルには「聖ゲオルギウス」、右翼パネルには「聖エウスタキウス」が描かれている。左右両パネルの外面には「受胎告知」の場面が描かれていたが、これは工房作であり、そのうちの「大天使ガブリエル」は複製しか現存していない。
「キリストの降誕」が描かれている中央場面前景には、右側に聖母マリア、左側に聖ヨセフがおり、2人の間には生まれたばかりのイエス・キリストが横たわっている。情景には寄進者であるパウムガルトナー家の人々が小さく描かれており、聖母マリアの手前にはバルバラが2人の娘といっしょに跪いている。聖ヨセフの背後にはバルバラの最初の夫マルティン (1478年に死去)、2人の息子のルーカスとシュテファン、そしてバルバラの2番目の夫ハンス・シェーンバッハが跪いている。画面下の左右には、パウムガルトナー家の盾形の紋章が見える。
左右両翼のパネルには、パウムガルトナー家のシュテファンとルーカスがそれぞれ聖ゲオルギウスと聖エウスタキウスとして描かれている。この両翼のパネルは、黒い背景の中に聖人を大きく描いている点で、中央パネルとは様式的にまったく異なっており、長い間、研究者たちを悩ませてきた。現在、様式の違いは制作年代の違いに起因するという説が有力である。